# Maria Olofsson
Maria Olofsson, född 5 juni 1886 vid Mullvads i Ardre på Gotland, död 20 december 1972 i Katrineholm, var en svensk barnboksförfattare. Hon skrev boken På trollkalas, sagor för snälla och stygga barn. Bilder i boken var gjorda av Robert Högfeldt.